# Барат-бий
Барат султан (Барат-бий узб. Barot sulton) — представитель правящей узбекской династии мангытов, брат бухарского хана Мухаммад Рахима (1756—1758). Бек Самаркандского вилайета в Бухарском ханстве в 1756—1758 годах.

## Происхождение
Барат султан родился в семье представителя узбекской аристократии из рода Мангыт Мухаммад Хаким-бия сына Худаяр-бия.

## История
Основатель узбекской династии Мангытов Мухаммад Рахим после завоёвывания Самарканда и Уратюбе, назначает своего брата, Барат султана наместником Самарканда. 
В 1758 год, после смерти Мухаммад Рахим-хана от Бухары отделяются ряд областей. Правитель Уратюбе и Ходжента, Фазил-бий из узбекского рода Юз захватывает Самарканд, Каттакурган, Хатирчи и Джизак, намереваясь овладеть также Бухарой и стать правителем всей страны.